# Akira Ishida (acteur)
Pour les articles homonymes, voir Akira Ishida.
Akira Ishida (石田 彰, Ishida Akira) est un seiyū né le 2 novembre 1967 à Nisshin, dans la préfecture d'Aichi.
Il travaille pour Mausu Promotion (2005). Ishida est connu pour ses rôles d'hommes aux apparences efféminées ou habituellement donnés à des seiyū de sexe féminin.

## Rôles

### Anime
- Akaza, Demon Slayer
- Kouichi Mizuno, Ai to Yuuki no Pig Girl Tonde Burin
- Danjūrō Eiga, Bamboo blade
- Judeau, Berserk
- Fyodor Dostoïevski, Bungo Stray Dogs
- Laszo, Boku no Chikyuu wo Mamotte
- Hikaru Matsuyama, Captain Tsubasa
- Chrno, Chrno crusade
- Itomu Yuudaiji, CLAMP Gakuen Tanteidan
- Michael, Boy B, Crayon Shin-chan: arashi o yobu appare! Sengoku dai kassen
- Togami Byakuya, Danganronpa: The Animation
- Samael, Devils and Realist
- Ishimaru Megumi, Devil's Line
- Wizardmon, Digimon Adventure
- Satoshi Hiwatari, D.N.Angel
- Hyouga, Dr.Stone
- Coud van Gireut, Erementar Gerad
- Shuuichi Natori, Le Pacte des Yōkai
- Zeref, Fairy Tail
- Makenshi, Final Fantasy: Unlimited
- Gordin, Fire Emblem: Monshō no Nazo (OVA)
- Ren Shingyou, Fushigi Yūgi
- Narumi L. Anju, Gakuen Alice
- Hiroto, Gallery Fake
- Rin Obami, Gambling School
- Kutsuki, Genshiken
- Kotarô Katsura, Gintama
- Vetti Sforza, Glass no Kantai
- Gokudo, Gokudo-kun Manyuki
- Atsushi Hayami, Gunparade March ~Arata Naru Kougunka~ (en)
- Athrun Zala, Gundam Seed et Gundam Seed Destiny
- Abe no Yasuaki, Haruka naru toki no naka de ~Hachiyou Shou~
- Shinkohyo, Houshin Engi
- Nobunaga Amari, Inu-Yasha
- Seiichi Tachibana, Jungle wa itsumo Hale nochi Guu
- Kenrou Shinkun, Kouya, Juuni kokuki
- Mikage, Kamisama Hajimemashita
- Saburo (623(Mutsumi)), Keroro-gunsō
- Un-oh, Kiddy Grade
- Shin'ichi Ukon, Les Enquêtes de Kindaichi (Kindaichi shounen no jikenbo)
- Cream Bread, Kogepan
- Nagi Homura, Mai-HiME
- Nagi Dài Artai dans Mai-OtoHiME
- Kei Tsuchiya, Marmelade Boy
- Naoji, Meine Liebe
- Aru Akise, Mirai Nikki
- Howard, Mujin wakusei Survive
- Ludeciel, Nanatsu no Taizaï Saison 3
- Gaara du désert, Naruto
- Kaworu Nagisa, Neon Genesis Evangelion
- Sekirai Ninku, Ninku
- Seiya Uzuki, Nurse Angel Ririka SOS
- Cavendish, One Piece
- N, Pokémon Générations
- Kurosu, Rinne
- Fish Eye, Sailor Moon Super S
- Kirin no Yuda, Saint Beast
- Cho Hakkai, Saiyuuki, Saiyuuki Reload, and Saiyuki Reload Gunlock
- Setsuna Aoki, Sakura taisen
- Masahiro Yamamoto, Sentimental Journey
- Xelloss, Slayers Next, Slayers Try and Slayers Revolution/Evolution-R
- Xerxes Break, Pandora Hearts
- Sasuke Sarutobi, Samurai deeper Kyo
- Yuuichi Kamichika, Shichi'nin no Nana
- Kumata's father, Soreike! Anpanman
- Eyes Rutherford, Spiral ~Suiri no Kizuna~
- Nanami Kai, Suki na mono wa suki dakara shōganai
- Saki Abdusha, Taiho Shichauzo
- Masumi Toujo, Tantei Gakuen Q
- Rid Hershel, Tales of Eternia
- Femt, Blood Blockade Battlefront
- Mikael, Tenshi ni narumon
- Masahiro Sanada, Tenjou tenge
- Hajime Mizuki, Tennis no oujisama
- Shunsuke, Tôkyô mew mew
- Komaki Mikihisa, Toshokan Sensou
- Inumaru, Ueki no Hosoku
- Amatsumi, Yamato Takeru
- Edo Phoenix, Yu-Gi-Oh! GX
- Kanata Wakamiya, Uragiri wa Boku no Namae wo Shitteiru
- Yellow Radio(Yellow king), Accel world
- Kagari Shuusei, Psycho Pass
- Saralegui, Kyo Kara Maoh
- Izana Wisteria, Akagami no Shirayukihime (Saison 1 et 2)
- Orka, Les Enfants de la baleine
- Eishi Tsukasa, Food Wars!
- Gabriel Miller, Sword Art Online
- Markus, Bofuri : Je suis pas venue ici pour souffrir alors j'ai tout mis en défense.
- Beru, Solo Leveling
- Regulus Corneas, Re:Zero − Re:vivre dans un autre monde à partir de zéro

### Jeux
- Rion Steiner, Galerians
- Athrun Zala, Super Robot Wars
- Souji Okita, Bakumatsu Renka Shinsengumi
- Tooru Souma, BALDER FORCE.EXE (portage PlayStation 2)
- Togami Byakuya, Danganronpa: Trigger Happy Havoc
- Atsushi Hayami, Gunparade March
- Luocha, Honkai: Star Rail
- Alex, Lunar: The Silver Star (Silver Star Story)
- Gilgamesh, Namco X Capcom
- Kaede Tokita, Otometeki Koi Kakumei Love Revo
- Nanami Kai, Suki na mono wa suki dakara shōganai
- Nova, Summon Night EX Thesis ~Yoake no Tsubasa~
- Rid Hershel, Tales of Eternia
- Tsukishiro, Ururun Quest Renyuuki
- Camus O. Laphroaig, Galaxy Angel
- Zexion, Kingdom Hearts
- Kuja, Dissidia Final Fantasy
- Setsuna, Sakura Taisen
- Virgo no Shaka, Saint Seiya Awakening
- Otto Apocalypse, Honkai Impact 3rd (en)
- Elcide Pierre, Captain Tsubasa Dream Team
- Kamisato Ayato, Genshin Impact
- Clotted Cream Cookie, Cookie Run: Kingdom
- Ojisan, Chain Chronicle 3 (en) (première voix)
- Azelle et Reyson, Fire Emblem Heroes

### Drama CD
- Minagawa Hifumi, Cafe Kichijouji de
- Atsushi Hayami, Gunparade March
- Marth, Fire Emblem Reimeihen&Shiranhen
- Kurausu, G Fantasy Comic CD Collection Fire Emblem: Ankoku Ryū to Hikari no Ken
- Hero, Megami Ibunroku Persona
- Nanami Kai, Suki na mono wa suki dakara shōganai
- Rid Hershel, Tales of Eternia
- Yoshitsune Shima, Yorozuya Toukaidou Honpo
- Nox Catorce, The Epic of Zektbach